# The Key of Awesome
The Key of Awesome (también conocido como Barely Productions o Barely Political) es un canal de YouTube, que se dedica a hacer videos musicales y parodias. Fue creado en junio del 2007 por Ben Relles y Leah Kauffman, y debutó en su presencia en internet con su video musical I Got a Crush... on Obama, interpretado por Amber Lee "Obama Girl" Ettinger.
En octubre de 2007 Barely Political fue comprado por Next New Networks, por una cantidad desconocida. Herb Scannell, cofundador y director general de Next New Networks, declaró: «Con Barely Political, hemos añadido un equipo que puede hacer crecer nuestro alcance a mucho más público.» [cita requerida]
El 4 de febrero de 2018, Mark Douglas, cocreador del canal, anunció que se dejará de su canal de YouTube, agradeciendo a sus fans por su apoyo con el paso de los años.

## Series
Además de sus populares sketches de Barely Productions, el grupo de comedia tiene varias series web que publican en su canal de YouTube.
- The Key of Awesome
- Barely Guys
- Rated: Awesome
- The Anti-List
- Reggae Shark
- Barely Ads
- Boob Tattoos
- Super Therapy
- Frank Ruins Movie Trailers
- K-Stew Explains
- Barely Air
- Obama Girl
- YouTube Complaints (2012–2015)

## Respuesta de Obama Girl
Cuando Des Moines Register le preguntó sobre el vídeo del 18 de junio de 2007, Obama dijo: «Es solo un ejemplo más de la fértil imaginación de Internet. Más cosas como esta estarán apareciendo todo el tiempo».Obama le dijo a Associated Press que el vídeo de Obama Girl había molestado a sus hijas y dijo: «Te gustaría que la gente pensara en el impacto que tienen sus acciones en los niños y las familias».

## Episodios especiales
Hubo muchos episodios crossovers y especiales que involucraban apariciones de otros canales y personajes de YouTube. En enero de 2011, los miembros de Barely Political hizo un episodio especial de crossover con el canal de YouTube Epic Meal Time llamado «Epic Mealtime Showdown of AWESOME».El episodio contó con figuras clave de ambos canales participando en un enfrentamiento de la Super Bowl para ver quién tiene el canal más visto.El episodio crossover alcanzó más de 2 millones de visitas.
El episodio contó con los miembros de The Key of Awesome: Mark Douglas, Todd Womack, Amber Lee «Obama Girl» Ettinger, Lauren Francesca, Ewan Gotfryd, Michael Stevens, Tom Small, y miembros de Epic Meal Time: Harley Morenstein, Dave Heuff, Tyler Lemco, Josh Elkin y Alex Perrault.
El 24 de abril de 2015, The Key of Awesome emitió un episodio especial «The Muppets Destroy the Key of Awesome guys»,con los personajes Statler y Waldorf de The Muppets hicieron apariciones especiales en la escuela Mark Douglas y Todd Womack en el arte del heckling.